# Carl Lutherer

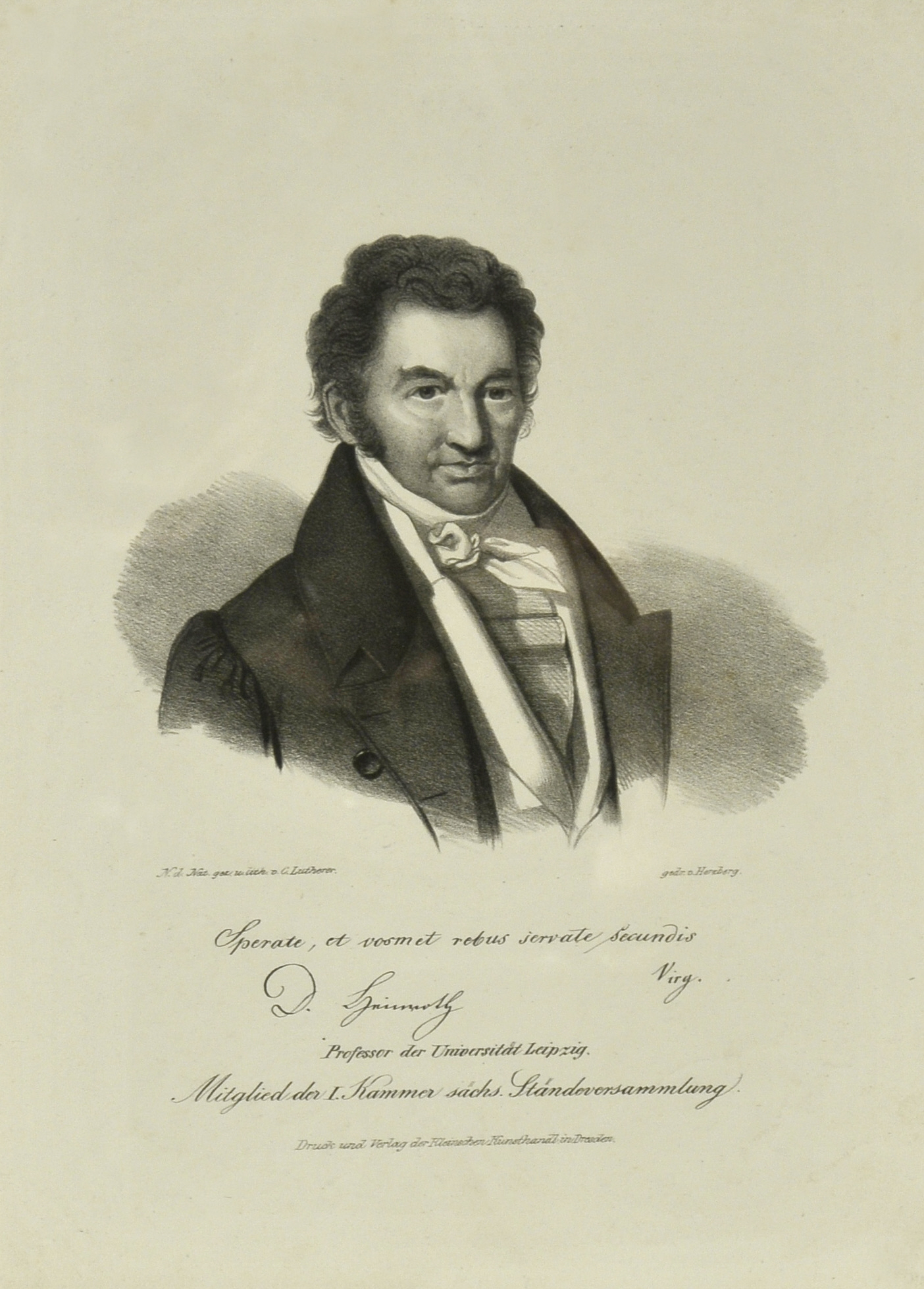
C. Lutherer: Porträt J. C. A. Heinroth, Lithographie, um 1835, 35 × 22 cm (Blattgröße)

Carl Wilhelm Lutherer (* 1807; † 1850) war ein deutscher Zeichner und Lithograf.

## Leben
Lutherer stammte aus Schönberg im Vogtland (heute Bad Brambach). Er besuchte die Kunstschule der Dresdner Kunstakademie und erhielt 1825 ein Ehrenzeugnis der Kunstschule. Er wirkte in Dresden vornehmlich mit Porträtarbeiten bekannter Zeitgenossen.
Von Lutherer stehen 105 Arbeiten auf der Suchliste der Lost art-Datenbank als Verluste des Kunststichkabinetts der Staatlichen Kunstsammlungen in Dresden.